# Hydriastele selebica
Hydriastele selebica är en enhjärtbladig växtart som först beskrevs av Odoardo Beccari, och fick sitt nu gällande namn av William John Baker och Adrian H.B. Loo. Hydriastele selebica ingår i släktet Hydriastele och familjen Arecaceae. Inga underarter finns listade i Catalogue of Life.